# 1480
| 1480               |
| ------------------ |
| Dødsfald - Fødsler |
|                    |

| Gregoriansk kalender | 1480 MCDLXXX            |
| Ab urbe condita      | 2233                    |
| Armensk kalender     | 929 ԹՎ ՋԻԹ              |
| Kinesiske kalender   | 4176 – 4177 己亥 – 庚子 |
| Etiopisk kalender    | 1472 – 1473             |
| Jødisk kalender      | 5240 – 5241             |
| Hindukalendere       |                         |
| - Vikram Samvat      | 1535 – 1536             |
| - Shaka Samvat       | 1402 – 1403             |
| - Kali Yuga          | 4581 – 4582             |
| Iransk kalender      | 858 – 859               |
| Islamisk kalender    | 885 – 886               |

Konge i Danmark: Christian 1. 1448-1481
Se også 1480 (tal)

## Begivenheder
- Osmannisk belejring af Rhodos.
- Første udgivelse af Beretning om belejringen af byen Rhodos.

## Født
- Vannoccio Biringuccio, italiensk metallurg (død ca. 1539)